# Turoń (szczyt)
Turoń (686 m) – szczyt w Paśmie Łamanej Skały w Beskidzie Małym. Znajduje się w bocznym, północno-zachodnim grzbiecie szczytu Na Beskidzie (863 m). W istocie jest to bardzo niewybitne tylko wzniesienie w grzbiecie i nazwa Turoń obejmuje cały grzbiet. Zachodnie stoki Turonia stromo opadają do doliny potoku Pracica, wschodnie – ku dolinie potoku Ryta. Turoń w całości znajduje się w obrębie miejscowości Rzyki w województwie małopolskim, w powiecie wadowickim, w gminie Andrychów. Obecnie jest całkowicie porośnięty lasem i nie biegnie przez niego żaden znakowany szlak turystyczny. Dawniej jednak istniały na nim polany, na zdjęciach lotniczych mapy Geoportalu widoczne są polany na etapie zarastania lasem.
Z lasem na Turoniu i w ogóle z lasami na stokach gór miejscowości Rzyki wiąże się ciekawa historia. Pod koniec XVIII wieku od dziedziczki Zofii Duninowej wykupił je pewien Niemiec z zamiarem całkowitego wyrębu – drewno miało być wykorzystane w miejscowej hucie. Wzburzyło to okolicznych mieszkańców, dla których las był niezbędnie potrzebny do życia. Mimo że były własnością dziedziczki przysługiwały im serwituty – możliwość korzystania z lasu w określony przepisami sposób. Negocjacje z dziedziczką nie powiodły się, umowa z Niemcem obwarowana było bowiem bardzo wysokim odszkodowaniem na wypadek jej zerwania. Zdesperowani mieszkańcy podpalili hutę i żywcem spalili w niej Niemca. Lasy ocalały.